# خالد جواد
خالد جواد (1954 - 6 سبتمبر 1972) كان واحدا من ثمانية فلسطينيين في منظمة أيلول الأسود الذين غزوا الأحياء الإسرائيلية في قرية ميونيخ الأولمبية خلال دورة الألعاب الأولمبية الصيفية 1972 في ميونيخ واحتجزوا تسعة من الوفد الأولمبي الإسرائيلي بعد أن قتلوا مدرب المصارعة الإسرائيلي موشيه واينبرغ ولاعب رفع الأثقال يوسف رومانو في الاستيلاء الأولي.

## النشأة
كان خالد قد نشأ في مخيم شاتيلا للاجئين في لبنان مع العديد من زملائه من الفدائيين بل كان يلعب في نفس فريق كرة القدم وبعضهم وصفه بأنه مجنون كرة قدم. عاش خالد في ألمانيا لمدة عامين مع شقيقه فارود قبل تجنيده في عملية ميونيخ.

## الاستعداد للهجوم في أولمبياد ميونيخ
بعد اختياره لعملية ميونيخ قام خالد بالتدريب. قال خالد لشقيقه أنه سيشارك في لعب كرة القدم في سوريا. ومع ذلك فإن عند عودته لاحظت عائلته علامات على ظهره كما لو كان كان يرتدي حقيبة على ظهره. عندما سئل عن مكان وجوده استمر خالد في إخبارهم بأنه كان يلعب كرة القدم لكنه أمرهم بعدم إخبار أحد. بعد بضعة أسابيع وقبل شهر من بدء دورة الألعاب الأولمبية في ميونيخ عام 1972 توجه خالد والفدائيون الآخرون المختارون إلى طرابلس للقيام بأشهر من التدريب المتقدم في ليبيا.

## الوفاة
لدى وصوله إلى إحدى الطائرتين المروحيتين مع زميله من الفدائيين والرياضيين الإسرائيليين في قاعدة فورستنفلدبروك الجوية اشتبك الفدائيين في معركة نارية مع خمسة من رجال الشرطة الألمانية المتمركزين حول المطار الذين أطلقوا النار على الفدائيين. خلال القتال قام خالد بخطوة عبر أرضية المطار السوداء بعيدا عن الجزء الخلفي من المروحيات وركض عن غير قصد مباشرة نحو حديقة منخفضة حيث تم وضع علامات رجال الشرطة الألمانية خلفهم وهم ملقى على الأرض. أطلق النار عدة طلقات من مسافة خمسة أمتار مما أدى إلى إصابة جواد في وجهه وإطلاق النار عليه ثلاث مرات أخرى أثناء سقوطه. لم يقتل جواد على الفور إلا أن الرجل قال أنه سمع أنظار الإرهابيين يتسبب في التنفس والتنفس عدة مرات في حين أن قائد الطائرة المروحية غونار إبيل الذي كان قد سعى للحصول على غطاء إلى جانب الرجال المعارضين خلال المرحلة الافتتاحية لمعركة السلاح الغرغرة من جواد عندها توفي.

## لاحقا
عثرت عائلة خالد على وفاته بعد أن أظهرت صورة فوتوغرافية في إحدى الصحف المحلية جثة خالد برصاصة في وجهه.
تم تسليم جثته وزملائه الأربعة إلى ليبيا وأقيمت جنازة حضرها 30000 شخص من ميدان الشهداء في طرابلس إلى مقبرة سيدي منيدس حيث دفنوا.